# Karen Demircsján Sport- és Koncertkomplexum
A Karen Demircsján Sport- és Koncertkomplexum (örményül: Կարեն Դեմիրճյանի անվան մարզահամերգային համալիր, más néven Demircsján Aréna, Sport- és Koncertkomplexum vagy Hamalir) egy sportcsarnok Jereván nyugati felében, a Hrazdan folyó közelében. Az aréna befogadóképessége 6000-8000, a koncertteremé 1900, míg a sportcsarnoké 2000 fő.

## Története
A komplexumot 1983-ban nyitották meg, de 1985-ben tűzvész után másfél éven belül be kellett zárni. A felújítási folyamat 1987 végéig zajlott, amikor is újra koncertek és sportesemények fogadására készült. A komplexumot örmény építészek csoportja tervezte: A. Tarkhanian, S. Khachikyan, G. Pogosyan és G. Mushegyan. Az építési folyamatot mérnökök felügyelték: Hamlet Badalyan (főmérnök) és I. Tsaturian, A. Azizian és M. Aharonian.

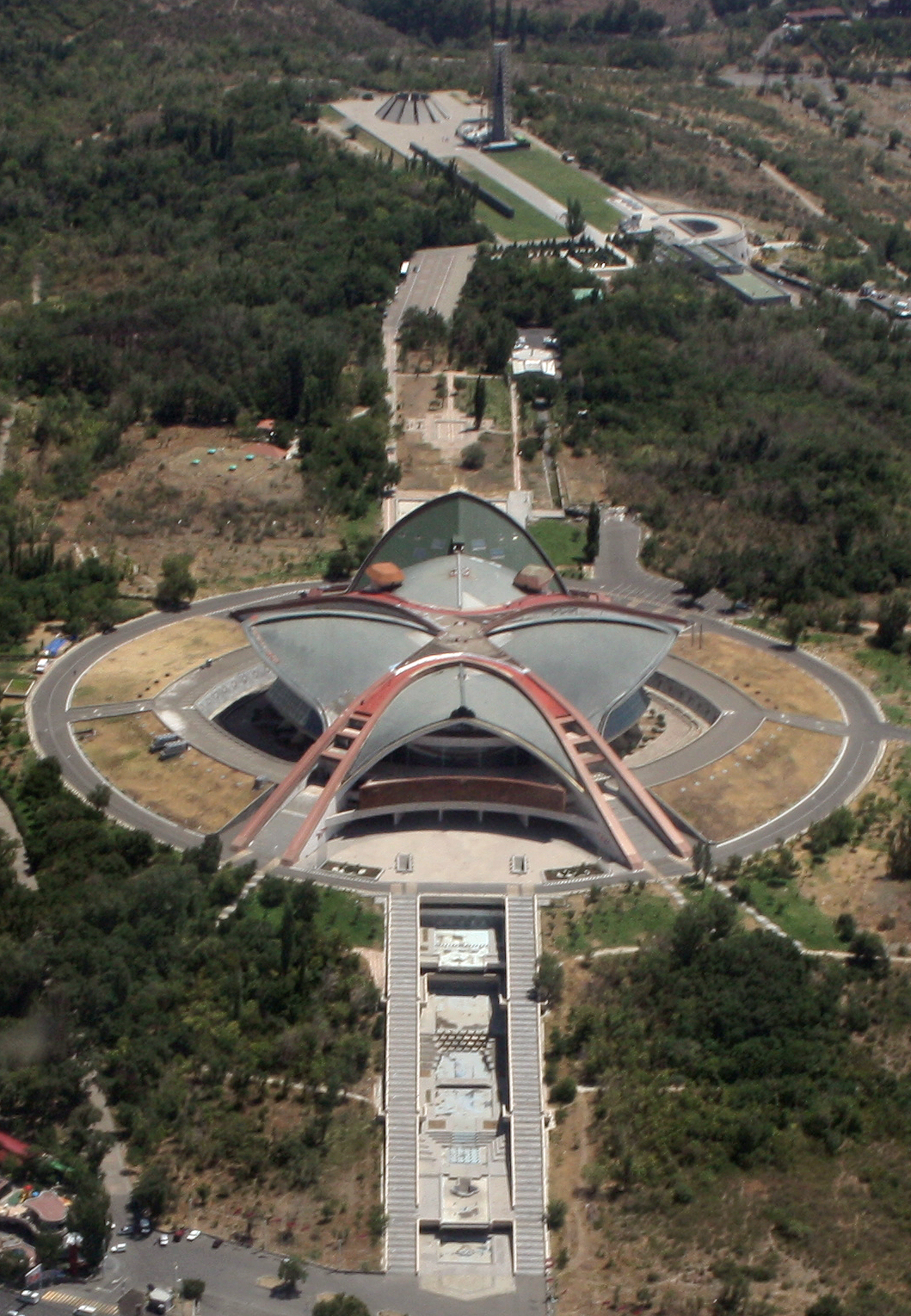
A komplexum 2014 júliusában

1990-ben Ian Gillan zenekara koncertezett itt. A helyszínen zajlott az 1996-os sakkolimpia és a 2001-es Wushu Világbajnokság.
1999-ben, nem sokkal azután, hogy az örmény parlamenti lövöldözés során meggyilkolták az örmény parlament volt elnökét, Karen Demircsjánt, a komplexumot az ő tiszteletére nevezték át, a szovjet korszakban a komplexum építésében és felújításában való közreműködése miatt.
2005. október 9-én a komplexumot 5,7 millió USD-ért adták el. A szerződést az örmény kormány és az orosz BAMO Holding Társaság írta alá. Murad Muradian, moszkvai örmény, a BAMO holding vezetője megpróbálta megszerezni az épület privatizációjával kapcsolatban tétovázó jereváni polgárok támogatását. Robert Kocharian örmény elnök két feltételt támasztott: A komplexum nevét nem szabad megváltoztatni, és meg kell őriznie funkcionális jelentését. A szervezet elfogadta ezeket a feltételeket, és az elkövetkező 3 évre közel 10 millió USD értékű befektetési kötelezettségvállalást irányoztak elő.
A felújítási folyamat közel 3 évig tartott, és költsége 42 millió dollárra nőtt, így a komplexum modern és magas színvonalú sport- és koncertarénává vált.

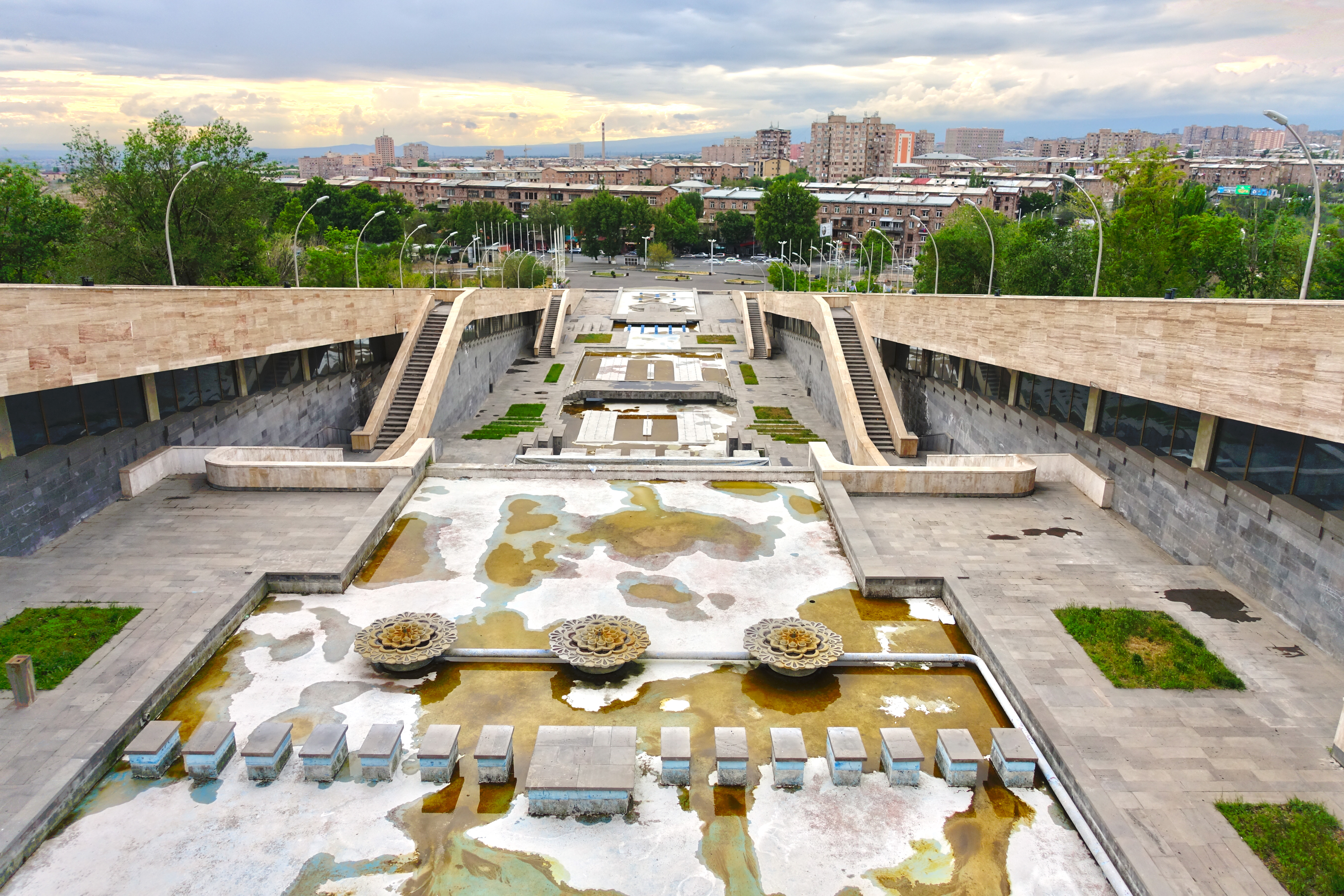
A komplexumhoz vezető lépcsők

2008. október 31-én, pontosan 25 évvel az első megnyitó ünnepség után került sor a Karen Demircsján Sport- és Koncertkomplexum második megnyitó ünnepségére, amelyen az elnök, Szerzs Szargszján, Őszentsége II. Karekin örmény katolikosz, Karen Demircsján fia, Sztepan Demircsján, és felesége, Rima is részt vettek. Az ünnepségen koncertek és korcsolyaműsor volt látható. A meglepetésvendég az orosz műkorcsolyázó, Jevgenyij Pljuscsenko volt.
2011. január 18-án az Örmény Közszolgálati Televízió bejelentette, hogy a komplexumban rendezik meg a 2011-es Junior Eurovíziós Dalfesztivált, miután 2010-es versenyt az örmény Vladimir Arzumanjan nyert a Mama című dalával Minszkben. A műsort december 3-án tartották.
2014 augusztusában a tulajdonosok felhalmozott adósságai miatt Örményország kormánya átadta a komplexum tulajdonjogát a Honvédelmi Minisztériumnak. 
2015 augusztusában a kormány úgy döntött, hogy eladja a komplexumot egy magáncégnek, amely 4 éven keresztül azt tervezte, hogy a komplexumot "családközpontú központtá" alakítsa, amely szállodákat, egy fedett vízi parkot és koncerttermeket, konferenciatermeket, éttermet, üzleteket és kaszinót foglal majd magában.
2022-ben ismét itt rendezték meg a Junior Eurovíziós Dalfesztivált, miután 2021-ben az örmény Maléna nyert Qami qami című dalával a párizsi versenyen.

## Szerkezete

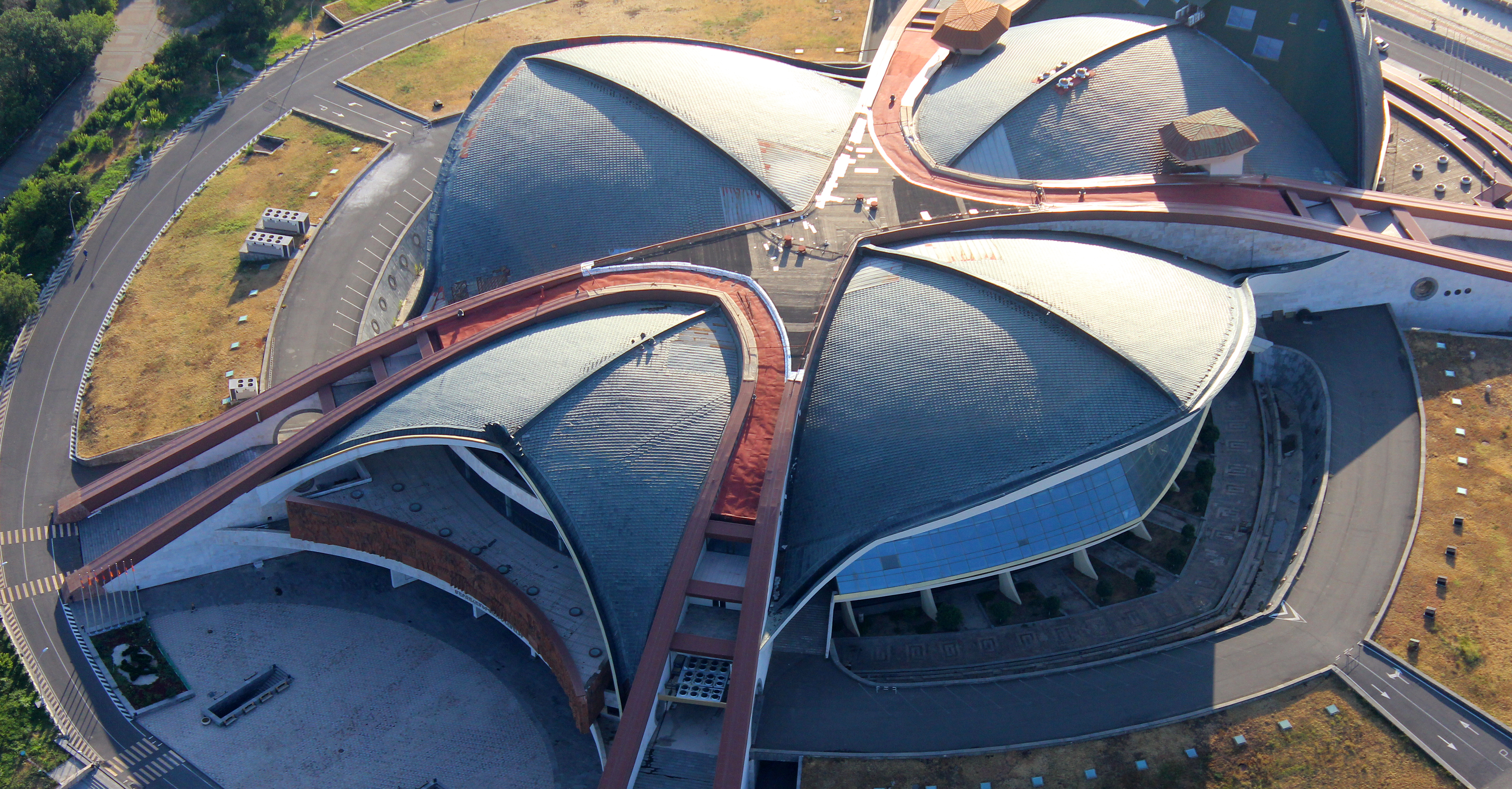
A komplexum madártávlatból

A komplexum egyedi kialakítású, az egész építmény külső nézete egy szárnyait nyitó nagy madárra emlékeztet. Építészeti koncepciói között szerepel egy 1008 ülőhelyes forgó tribün, amely gyorsan összekapcsolja a két nagy termet, és további ülőhelyeket tár fel, ezért az építészek 1987-ben megkapták a Szovjetunió Állami Díját, a legmagasabb ilyen típusú díjat.
A komplexum a következő termekből áll:
- A sportrendezvények és koncertek lebonyolítására használt fő aréna 6000 férőhelyes, ami 8800 férőhelyesre bővíthető
- 1 900 férőhelyes koncertterem
- 2 000 férőhelyes sportcsarnok
- Hayastan konferenciaterem.
- Argishti terem diplomáciai találkozókhoz
- Kiállításokhoz és egyéb rendezvényekhez használt nagy előcsarnok.

## Események
- 2009-es örményországi Frankofónia Napok
- 2009-es ifjúsági ökölvívó világbajnokság
- Jethro Tull koncert (2009)
- Uriah Heep koncert (2009)
- 10. örmény nemzetközi zenei fesztivál és George Benson koncert (2010)
- 2010-es IIHF divízió III-as jégkorong-világbajnokság
- Deep Purple jótékonysági koncert (2010)
- System of a Down koncert (2010)
- Joe Cocker koncert (2010)
- 2010-es örményországi Frankofónia Napok
- 2011-es Junior Eurovíziós Dalfesztivál
- Derek Sherinian és Glenn Hughes koncert (2012)
- DDT koncert (2013)
- Charles Aznavour koncert (2015)
- 2017-es jereváni Jazz Fesztivál
- Armen Szargszján elnökké avatása (2018)
- 2022-es Junior Eurovíziós Dalfesztivál

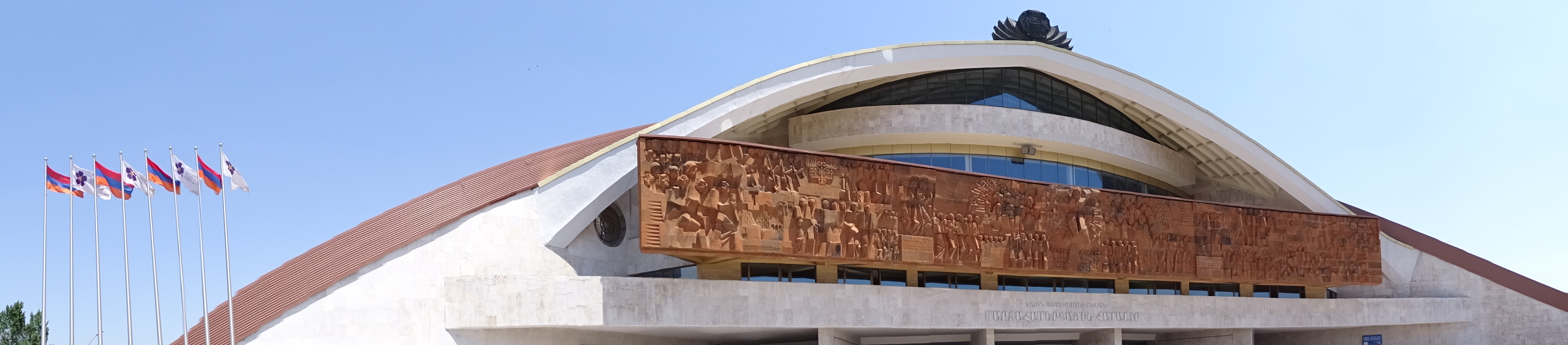
Részlet a komplexum bejáratánál

- Depi Evrateszil (2025)